# Numb/Encore
"Numb / Encore" là một bài hát của rapper Jay-Z và ban nhạc rock Linkin Park đều là người Mỹ, trong đĩa EP Collision Course (2004) của họ. Nó được phát hành làm đĩa đơn vào ngày 13 tháng 12 năm 2004, bởi Warner Bros., Machine Shop, Def Jam và Roc-A-Fella Records. Bài hát là một bản mash-up kết hợp lời từ bài "Numb" của Linkin Park và "Encore" của Jay-Z, cả hai đều được phát hành vào năm 2003.
Là đĩa đơn duy nhất được phát hành từ album, ca khúc đã đạt vị trí thứ 20 trên Billboard Hot 100. Billboard cũng xếp đĩa đơn này ở vị trí thứ 93 trên bảng xếp hạng đĩa đơn Billboard Year-End Hot 100 năm 2005 của họ. Bên ngoài Hoa Kỳ, đĩa đơn đạt vị trí thứ 14 ở Vương quốc Anh, vị trí thứ 5 ở Pháp và Hà Lan, cũng như có 3 tuần ở vị trí số 1 tại Ireland.

## Hoàn cảnh
Trước khi Mike Shinoda thành lập Linkin Park vào năm 1996, ông là một nhạc sĩ thử nghiệm thích kết hợp các bài hát của Jay-Z với các bài hát được thu âm bởi The Smashing Pumpkins và Nine Inch Nails cũng như những người khác. Vài năm sau, Jay-Z cũng có ý tưởng tương tự sau khi nghe bản phối của Danger Mouse và Cheap Cologne với âm tiết tương đương. Jay-Z đã liên hệ với ban nhạc Shinoda mới gia nhập, Linkin Park, và đề nghị họ cùng nhau sáng tác một số nhạc phẩm. Hai album đầu tiên của Linkin Park - Hybrid Theory và Meteora - đều thành công trên toàn thế giới và Jay-Z cảm thấy mình có thể hợp tác với ban nhạc. Shinoda đã sản xuất 3 bản mash-up dựa trên The Black Album của Jay-Z trước khi trả lời qua email.
Shinoda và Jay-Z tiếp tục thư từ qua email, và sau cùng họ đã gặp trực tiếp để thảo luận về kế hoạch. Ban đầu, ý tưởng của họ là tạo ra một số bản mash-up cho một chương trình mới ra mắt trên MTV có tên MTV Ultimate Mash-Ups vào năm 2004. Tuy nhiên, thay vì chỉ đơn giản là tinh chỉnh lại các bài hát, 2 nghệ sĩ quyết định vào phòng thu và thu âm lại đoạn rap trên nền các bài hát của Shinoda. Một số nhạc tố cũng được thay đổi để tạo ra một âm hưởng thay thế. Cả Linkin Park và Jay-Z đều nhận thấy buổi ghi âm rất thành công và họ tin rằng khán giả quốc tế xứng đáng được nghe thành phẩm. Các bài hát được biểu diễn tại Nhà hát Roxy ở Tây Hollywood vào tháng 7 năm 2004.
"Numb/Encore" được phát hành làm đĩa đơn vào tháng 11 năm đó. Bài hát này là 1 trong 6 bản nhạc hợp tác của album, được kết hợp giữa bài hát "Encore" của Jay-Z (trích từ album The Black Album năm 2003) và bài hát "Numb" của Linkin Park (trích từ album Meteora năm 2003). Phiên bản được phát hành cũng có phần hát nền của Kanye West đã được thu âm trong bản gốc.

## Doanh số thương mại
Tại Hoa Kỳ, "Numb/Encore" đạt vị trí thứ 20 trên Billboard Hot 100, trong khi trước đó "Numb" đã đạt vị trí cao hơn ở vị trí thứ 11. "Numb/Encore" không được phát sóng nhiều trên các đài nhạc rock hiện đại, chỉ đạt hạng 40 trên bảng xếp hạng. Tính đến tháng 6 năm 2014, bài hát đã bán được 2.078.000 bản tại Mỹ.
Tại Vương quốc Anh, "Numb/Encore" đã đạt được kỷ lục nằm trong top 20 lâu nhất mà không bao giờ lọt vào top 10. Mặc dù chỉ có thứ hạng cao nhất ở vị trí thứ 14  - cùng thứ hạng cao nhất mà "Numb" đã đạt được 15 tháng trước đó  - bài hát đã có 45   tuần trong top 100, 13 tuần trong số đó ở trong top 20.  Kỷ lục này đã bị đánh bại bởi "I'm Yours" của Jason Mraz, bài hát đã dành 60 tuần trong top 100. Kể từ đó, nó đã tiêu thụ được 600.000 bản và được chứng nhận Bạch kim.

## Video âm nhạc
Video âm nhạc chính thức do Kimo Proudfoot làm đạo diễn. Nó có sự kết hợp các cảnh trình diễn bài hát giữa Linkin Park và Jay-Z tại The Roxy cũng như cảnh hậu trường có màu đen trắng. Màn trình diễn và hầu hết các cảnh có thể xem trên DVD Collision Course.

## Giải thưởng
"Numb/Encore" đã giành giải Hợp tác Rap/Hát hay nhất tại lễ trao giải Grammy năm 2006. Chương trình có màn trình diễn ca khúc, trong đó Paul McCartney xuất hiện bất ngờ và bước lên sân khấu để song ca với Chester Bennington ca khúc "Yesterday" của The Beatles. "Yesterday" đã thay thế bài "Numb" sau khổ rap đầu tiên của bản mash-up.

## Văn hóa đại chúng
Bản nhạc này góp mặt trong đoạn mở đầu bộ phim chuyển thể năm 2006 của Miami Vice.

## Danh sách ca khúc
| Đĩa đơn CD | Đĩa đơn CD                      | Đĩa đơn CD                                                                                            | Đĩa đơn CD |
| STT        | Nhan đề                         | Sáng tác                                                                                              | Thời lượng |
| ---------- | ------------------------------- | --- | ---------- |
| 1.         | "Numb/Encore" (Chưa kiểm duyệt) | Shawn Carter Brad Delson Chester Bennington Dave Farrell Joe Hahn Kanye West Mike Shinoda Rob Bourdon | 3:27       |
| 2.         | "Numb/Encore" (Nhạc cụ)         | Brad Delson Mike Shinoda                                                                              | 3:26       |

| MTV Ultimate Mashups Presents: Numb / Encore – iTunes EP | MTV Ultimate Mashups Presents: Numb / Encore – iTunes EP | MTV Ultimate Mashups Presents: Numb / Encore – iTunes EP |
| STT                                                      | Nhan đề                                                  | Thời lượng                                               |
| -------------------------------------------------------- | -------------------------------------------------------- | -------------------------------------------------------- |
| 1.                                                       | "Numb/Encore" (Chưa kiểm duyệt)                          | 3:25                                                     |
| 2.                                                       | "Numb/Encore" (Đã kiểm duyệt)                            | 3:25                                                     |
| 3.                                                       | "Numb/Encore" (Nhạc cụ)                                  | 3:27                                                     |
| 4.                                                       | "Numb/Encore" (Acapella Chưa kiểm duyệt)                 | 3:19                                                     |
| 5.                                                       | "Numb/Encore" (Acapella Đã kiểm duyệt)                   | 3:19                                                     |
| 6.                                                       | "Numb/Encore" (Beat bổ sung)                             | 1:42                                                     |

## Xếp hạng
| Bảng xếp hạng (2004–05)                  | Vị trí cao nhất |
| ---------------------------------------- | --------------- |
| Úc (ARIA)                                | 3               |
| Áo (Ö3 Austria Top 40)                   | 3               |
| Bỉ (Ultratop 50 Flanders)                | 7               |
| Bỉ (Ultratop 50 Wallonia)                | 4               |
| Canada CHR/Pop Top 30 (Radio & Records)  | 18              |
| Đan Mạch (Tracklisten)                   | 6               |
| Europe (Eurochart Hot 100)               | 1               |
| Pháp (SNEP)                              | 5               |
| Đức (GfK)                                | 4               |
| Ireland (IRMA)                           | 1               |
| Hà Lan (Dutch Top 40)                    | 5               |
| Hà Lan (Single Top 100)                  | 5               |
| Na Uy (VG-lista)                         | 2               |
| Poland (LP3)                             | 9               |
| Scotland (OCC)                           | 16              |
| Tây Ban Nha (PROMUSICAE)                 | 34              |
| Thụy Điển (Sverigetopplistan)            | 5               |
| Thụy Sĩ (Schweizer Hitparade)            | 10              |
| Anh Quốc (OCC)                           | 14              |
| Anh Quốc R&B (OCC)                       | 1               |
| Hoa Kỳ Billboard Hot 100                 | 20              |
| Hoa Kỳ Pop Airplay (Billboard)           | 12              |
| Hoa Kỳ Hot R&B/Hip-Hop Songs (Billboard) | 94              |
| US Pop 100 (Billboard)                   | 8               |
| Hoa Kỳ Rhythmic (Billboard)              | 25              |

| Bảng xếp hạng (2017)              | Vị trí cao nhất |
| --------------------------------- | --------------- |
| Bồ Đào Nha (AFP)                  | 68              |
| Hoa Kỳ Hot Rock Songs (Billboard) | 17              |

| Bảng xếp hạng (2004)                 | Vị trí |
| ------------------------------------ | ------ |
| UK Singles (Official Charts Company) | 162    |

| Bảng xếp hạng (2005)                 | Vị trí |
| ------------------------------------ | ------ |
| Australia (ARIA)                     | 30     |
| Austria (Ö3 Austria Top 40)          | 8      |
| Belgium (Ultratop Flanders)          | 35     |
| Belgium (Ultratop Wallonia)          | 28     |
| France (SNEP)                        | 77     |
| Germany (Official German Charts)     | 13     |
| Ireland (IRMA)                       | 15     |
| Netherlands (Dutch Top 40)           | 55     |
| Netherlands (Single Top 100)         | 49     |
| Romania (Romanian Top 100)           | 36     |
| Sweden (Sverigetopplistan)           | 48     |
| Switzerland (Schweizer Hitparade)    | 53     |
| UK Singles (Official Charts Company) | 81     |
| US Billboard Hot 100                 | 93     |

| Bảng xếp hạng (2006)                 | Vị trí |
| ------------------------------------ | ------ |
| UK Singles (Official Charts Company) | 96     |

| Bảng xếp hạng (2007)                 | Vị trí |
| ------------------------------------ | ------ |
| UK Singles (Official Charts Company) | 133    |

| Bảng xếp hạng (2008)                 | Vị trí |
| ------------------------------------ | ------ |
| UK Singles (Official Charts Company) | 152    |

| Bảng xếp hạng (2019) | Vị trí |
| -------------------- | ------ |
| Portugal (AFP)       | 828    |

## Chứng nhận
| Quốc gia | Chứng nhận  | Số đơn vị/doanh số chứng nhận |
| --- | ----------- | ----------------------------- |
| Úc (ARIA) | Platinum    | 70.000^                       |
| Áo (IFPI Áo) | Gold        | 15.000*                       |
| Canada (Music Canada) | Gold        | 10.000*                       |
| Đan Mạch (IFPI Đan Mạch) | Platinum    | 90.000‡                       |
| Đức (BVMI) | 2× Platinum | 1.000.000‡                    |
| Ý (FIMI) | Platinum    | 50.000‡                       |
| Thụy Điển (GLF) | Gold        | 10.000^                       |
| Anh Quốc (BPI) | 2× Platinum | 1.200.000‡                    |
| Hoa Kỳ (RIAA) | 3× Platinum | 3.000.000‡                    |
| Streaming |             |                               |
| Đan Mạch (IFPI Đan Mạch) | Gold        | 1.300.000                     |
| * Chứng nhận dựa theo doanh số tiêu thụ. · ^ Chứng nhận dựa theo doanh số nhập hàng. · ‡ Chứng nhận dựa theo doanh số tiêu thụ và phát trực tuyến. · Chứng nhận dựa theo doanh số phát trực tuyến. |             |                               |